# Escape Plan 2: Hades
Escape Plan 2: Hades is een Amerikaans-Chinese actie-thriller uit 2018, geregisseerd door Steve C. Miller. De film is het vervolg van Escape Plan uit 2013. Sylvester Stallone en 50 Cent spelen terugkerende rollen.

## Verhaal
Gevangenisexpert Ray Breslin leidt een eliteteam die gespecialiseerd zijn om mensen uit de meest ondoordringbare gevangenissen te halen. Als Breslins vertrouwde mankracht Shu Ren verdwijnt en in de meest complexe gevangenis ooit terecht komt, laat Breslin zich weer opnieuw opsluiten om hem te kunnen bevrijden.

## Rolverdeling
| Acteur                   | Personage           |
| ------------------------ | ------------------- |
| Sylvester Stallone       | Ray Breslin         |
| Dave Bautista            | Trent DeRosa        |
| Huang Xiaoming           | Shu Ren             |
| Jaime King               | Abigail Ross        |
| Curtis "50 Cent" Jackson | Hush                |
| Jesse Metcalfe           | Lucas "Luke" Graves |
| Wes Chatham              | Jasper Kimbral      |
| Titus Welliver           | Gregor Faust        |
| Lydia Hull               | Jules               |
| Chen Tang                | Yusheng Ma          |
| Tyron Woodley            | Akala               |
| Tyler Jon Olson          | Moe                 |
| Shea Buckner             | Larry               |
| Pete Wentz               | Bug                 |